# Impending Doom
Impending Doom – amerykańska grupa z Riverside w Kalifornii, powstała w roku 2005, która gra chrześcijański death metal.
W styczniu roku 2007 zespół podjął współpracę z wytwórnią Facedown Records, która wydała ich debiutancki album Nailed. Dead. Risen., który na liście Billboard Top Heatseekers zajął 46. pozycję. Po wydaniu albumu zespół rozpoczął trasę po Stanach Zjednoczonych, podczas której zagrali kilka koncertów wraz z Dead to Fall, Winds of Plague i Belay My Last.
Członkowie zespołu wymyślili specjalną nazwę dla granej przez nich muzyki, którą jest „Gorship”. Wzięła się ona od słów gore oraz worship, co po polsku oznacza kult, wyznawanie. Poprzez „Gorship” muzycy chcą czcić Boga grając bardzo ostrą, krwawą i brutalną muzykę. Nazwa gatunku nie ma nic wspólnego z wyznawaniem „gore’u” jak myślało wielu fanów, do czasu wyjaśnienia na blogu MySpace grupy Impending Doom.

## Muzycy
| Obecny skład zespołu - Brook Reeves – śpiew (od 2005) - Manny Contreras – gitara (2005–2010, od 2012) - David Sittig – gitara basowa (od 2006) - Brandon Trahan – perkusja (od 2009) - Eric Correa – gitara (od 2013) |  | Byli członkowie zespołu - Sean Graw – gitara basowa (2005) - Jon Alfaro – gitara basowa (2005–2006) - Chris Forno – gitara (2005–2007) - Isaac Bueno – perkusja (2005–2007, 2009) - Greg Pewthers – gitara (2006–2008) - Andy Hegg – perkusja (2007–2008) - Chad Blackwell – perkusja (2008–2009) - Cory Johnson – gitara (2008–2012) |

## Dyskografia
| Nailed. Dead. Risen.                    | - Data: 4 września 2007 - Wydawca: Facedown    | –   |                  |
| The Serpent Servant                     | - Data: 31 marca 2009 - Wydawca: Facedown      | 144 | - USA: 4,3 tys.+ |
| There Will Be Violence                  | - Data: 20 lipca 2010 - Wydawca: Facedown      | 134 | - USA: 3,8 tys.+ |
| Baptized in Filth                       | - Data: 13 marca 2012 - Wydawca: eOne Music    | 107 | - USA: 4,6 tys.+ |
| Death Will Reign                        | - Data: 5 listopada 2013 - Wydawca: eOne Music | 116 | - USA: 4,3 tys.+ |
| The Sin and Doom, Vol. II               | - Data: 22 czerwca 2018 - Wydawca: eOne Music  | –   |                  |
| „–” oznacza, że album nie był notowany. |                                                |     |                  |